# Lema Nazeeh
Lema Nazeeh (Ramal·lah, 1987) és una jove activista palestina, coneguda internacionalment pel seu compromís amb la resistència popular a l'ocupació israeliana de Cisjordània i la Franja de Gaza. És l'única dona que forma part del Comitè de Coordinació de la Lluita Popular (PSCC) que, des del 2005, lluiten contra l'annexió territorial que Israel està duent a terme per construir el Mur de Cisjordània, i les mesures opressores implementades pel sistema d'ocupació a Cisjordània.
Nascuda el 1987, és llicenciada en Dret Penal Internacional i diverses especialitzacions obtingudes a l'estranger. S'ha especialitzat en els drets dels detinguts, els litigis relacionats amb el dret a la terra, així com la coordinació de campanyes mediàtiques. Lema i altres líders de la resistència popular són constantment amenaçades per les autoritats israelianes, que duen a terme detencions polítiques d'activistes palestins acusats de preparar o participar en atacs terroristes. A més, ha sigut arrestada fins a quatre vegades en tres anys, la més recent durant una protesta pacífica contra el pla d'Israel de confiscar terres de la tribu beduïna al-Jahalin a l'est de Jerusalem. L'exèrcit israelià va envoltar i demolir amb excavadores la "Porta de Jerusalem", un poble de tendes instal·lat per manifestants palestins, obligant la gent a marxar i colpejant alguns d'ells, inclòs Lema. Actualment és assessora legal de la Missió Palestina a la Unió Europea.